# Central United Football Club
Il Central United Football Club è una società calcistica semi-professionistica avente sede a Auckland, in Nuova Zelanda.
Milita nel campionato neozelandese di seconda divisione, la Lotto Sport Italia NRFL Premier. Si chiamava "Central" fino al 1996, quando diventò "Central United".

## Palmarès

### Competizioni nazionali
- Campionato neozelandese: 2

1999, 2001
- Chatham Cup: 5

1997, 1998, 2005, 2007, 2012

### Altri piazzamenti
- Campionato neozelandese:

Secondo posto: 1998
- Chatham Cup:

Finalista: 2000, 2001, 2017
Semifinalista: 2003, 2006